# Vranjek
Vranjek (znanstveno ime Phalacrocorax aristotelis) je vrsta morske ptice iz družine kormoranov.

## Opis
Vranjek zraste v dolžino med 68 in 78 cm, premer peruti pa ima med 95 in 110 cm. Odrasle ptice imajo daljši rep in rumeno perje na vratu. Od velikega kormorana se loči predvsem po velikosti, saj je vranjek manjši. Ima tudi lažjo telesno strukturo in tanjši kljun. V času parjenja dobi perje zelenkast lesk. Ena od razlik med velikim kormoranom in vranjekom je tudi število peres v repu. Vranjek jih ima 12, kormoran pa 14.

## Habitat
Vranjek je značilna obalna ptica, ki izjemno redko zaide v celinske vode. Hrani se z morskimi ribami in prezimuje ob obalah, ki so bogate z ribami. V družini kormoranov je vranjek najboljši potapljač. Znanstveniki so s pomočjo globinometrov, pritrjenih na vranjeku ugotovili, da se ta ptica v lovu za ribami lahko potopi do 45 metrov globoko, glavna hrana teh ptic pa so pri dnu živeče ribe.
Gnezdi na skalnih obalah, kjer gnezdo iz alg, šibja in lastnega guana splete v skalnih razpokah, vanj pa samica odloži običajno tri jajca. Sezona gnezdenja traja od februarja do poznega maja. Mladiči so ob izvalitvi goli in so več mesecev popolnoma odvisni od staršev. Speljejo se od začetka junija do konca avgusta, pogosto pa celo šele oktobra. V Sloveniji je vranjek zavarovana vrsta ptic.

## Podvrste
Obstajajo tri podvrste vranjeka:
- Phalacrocorax aristotelis aristotelis - razširjen po severozahodni Evropi ob obali Atlantika
- Phalacrocorax aristotelis desmarestii - razširjen po južni Evropi in jugozahodni Aziji (obale Sredozemskega in Črnega morja)
- Phalacrocorax aristotelis riggenbachi - razširjen po obalah severozahodne Afrike

Podvrste se med seboj ločijo po velikosti in obliki kljuna ter po barvi perja pri mladih pticah. Po zadnjih ugotovitvah znanstvenikov naj bi bila podvrsta, ki je razširjena ob atlantski obali jugozahodne Evrope tako različna od ostalih, da gre verjetno za novo neopisano podvrsto (Yésou et al., Brit. Birds 98: 369-370, 2005).
Največja kolonija vranjekov je na otočju Cies, kjer živi okoli 2500 parov (25% celotne svetovne populacije).